# Chris Chelios
Chris Chelios, właśc. Christos Kostas Tselios (ur. 25 stycznia 1962 w Chicago) – były zawodowy amerykański hokeista greckiego pochodzenia, występujący na pozycji obrońcy. Obecnie związany zawodowo z klubem NHL, Detroit Red Wings.
Jego kuzyn Nikos Chelios oraz synowie Jake i Dean również zostali hokeistami.

## Kariera zawodnicza
- Moose Jaw CPR (1980–1981)
- Wisconsin Badgers (1981–1983)
- Montreal Canadiens (1983–1990)
- Chicago Blackhawks (1990–1999)
- Detroit Red Wings (1999–2009)
  -  EHC Biel (2004)
  -  Motor City Mechanics (2004–2005)
  -  Grand Rapids Griffins (2008–2009)
  -  Chicago Wolves (2009–2010)
- Atlanta Thrashers (2009–2010)

### Wczesne lata
Chelios wychowywał się w Chicago i wyróżniał się pod względem umiejętności hokejowych wśród swoich rówieśników. Chodził do Mount Carmel High School, lecz w 1977 roku przeprowadził się na południe Kalifornii. Chelios został wybrany jako 40. zawodnik w drafcie w 1981 roku przez Montreal Canadiens. Wcześniej grał w zespole Moose Jaw Canucks w SJHL. Po drafcie Chelios spędził dwa dobre lata na Uniwersytecie Wisconsin-Madison. Jako jeden z czołowych graczy uniwersyteckich Chelios został wybrany do reprezentacji USA na Mistrzostwa Świata Juniorów. W 1983 roku zdobył z zespołem Badgers mistrzostwo NCAA i był wybrany do Drużyny Gwiazd turnieju finałowego. Chelios pojechał też na Igrzyska Olimpijskie do Sarajewa. Po tej imprezie zadebiutował w barwach Canadiens, grając w 12 meczach sezonu zasadniczego i w 15 meczach playoff. Latem tego roku wziął udział w Pucharze Kanady z reprezentacją USA.
W kolejnym sezonie na dobre wprowadził się już do drużyny, dzięki czemu zasłużył sobie na występ w Meczu Gwiazd NHL. Został też wybrany do Drużyny Gwiazd Pierwszoroczniaków w 1985 roku. Zdobył w tym roku 64 punkty w 74 meczach sezonu zasadniczego. W 9 meczach playoff zaliczył 10 oczek i +17 w klasyfikacji plus/minus. Mimo iż w sezonie 1985/86 wystąpił tylko w 41 meczach, sięgnął z zespołem po Puchar Stanleya grając ze zdobywcą Conn Smythe Trophy w bramce – Patrickiem Roy.

### Przeprowadzka do Chicago
Po dwóch kolejnych dobrych sezonach Chelios zagrał jeden fantastyczny rok. W sezonie 1988/89 zdobył 73 punkty w 80 meczach i skończył z +35. Został wybrany do Drużyny Gwiazd i wygrał James Norris Memorial Trophy. W finale konferencji przeciwko Philadelphia Flyers, wygranym przez Canadiens w sześciu meczach Chelios zaszedł kibicom z Philadelphi za skórę uderzeniem na Brianie Proppie, po którym zawodnik ten doznał wstrząsu mózgu, który wyeliminował go z następnego spotkania. W końcu Ron Hextall, bramkarz Flyers, postanowił wziąć sprawy w swoje ręce i w zemście za tamto uderzenie, sam uderzył Cheliosa swoim kijem.
Rok później Chelios wystąpił w 53 meczach, grając jako współkapitan z Guyem Carbonneau. 29 czerwca 1990 Chelios został oddany do Chicago Blackhawks za Denisa Savarda. Do Blackhawks powędrował też wybór w 2. rundzie draftu. W pierwszym sezonie w swoim rodzinnym mieście Chelios podtrzymywał swoją dobrą postawę strzelecką, zdobywając 64 punkty, co dało mu miejsce w Drugiej Drużynie Gwiazd NHL. Chelios pomógł Blackhawks dojść do finałów playoff w 1992 roku, gdzie przegrali jednak z Pittsburgh Penguins. Rok później zdobył 73 punkty, rozegrał kolejny wyśmienity sezon i po raz drugi zdobył Norris Trophy.
Sytuacje powtórzyła się w kolejnym sezonie. Znowu 73 punkty, znowu bardzo dobra gra i kolejny Norris Trophy. Latem 1996 roku Chelios pomógł reprezentacji swojego kraju osiągnąć duży sukces na arenie międzynarodowej, pokonując Kanadę w finale hokejowego Pucharu Świata. Został wybrany do Drużyny Gwiazd turnieju. W latach 1995–1999 Chelios kontynuował dobrą grę w Blackhawks, będąc kapitanem zespołu.

### Kariera w Red Wings
Pod koniec lat 90. wiek Cheliosa dawał o sobie znać, przez co zawodnik nie zdobywał już tylu punktów i nie grał już tak dobrze w obronie jak wcześniej. Mimo tego, jego doświadczenie i postawa na lodzie cały czas powodowały, że był bardzo wartościowym graczem. 23 marca 1999 roku Chelios został oddany do Detroit Red Wings za Andersa Erikssona i dwa wybory w pierwszej rundzie draftu.
Ta przeprowadzka, po której nie miał już aż tylu pierwszoplanowych obowiązków, dobrze wpłynęła na grę Cheliosa. Chris odzyskał doskonałą formę, co udowodnił chociaż w roku 2002, który zakończył z +40 w klasyfikacji plus/minus, co było najlepszym wynikiem w lidze. Ponownie został wybrany do Drużyny Gwiazd. Pomógł też reprezentacji USA w zdobyciu srebrnego medalu na Olimpiadzie w Salt Lake City. Tam też został wybrany do Drużyny Gwiazd turnieju. Sezon zakończył wielkim sukcesem ze Skrzydłami, którzy pokonali Carolina Hurricanes w finale playoff i zdobyli Puchar Stanleya.
W sezonie 2004/05, kiedy w NHL panował lokaut, Chelios wraz z Derianem Hatcherem i Krisem Draperem postanowił zagrać dla Motor City Mechanics w lidze UHL. Zespół ten znajduje się w miejscowości Fraser w stanie Michigan. W październiku tego roku trenował z amerykańską drużyną bobslejową, gdyż sam chciał wystąpić na Olimpiadzie w Turynie reprezentując w tej dyscyplinie Grecję. 4 sierpnia 2005 roku Chelios podpisał kolejny jednoroczny kontrakt z Red Wings.

### Ostatnie lata
1 lutego 2006 roku Chelios po raz kolejny został kapitanem hokejowej reprezentacji USA na igrzyska olimpijskie. Tę samą funkcję spełniał w latach 1998 w Nagano i w 2002 w Salt Lake City. Chelios kontynuuje swoją przygodę z Detroit Red Wings, w barwach których jest jednym z najważniejszych obrońców i, mimo swojego wieku, spędza na lodzie dużo czasu. Bije też różne rekordy jako najstarszy zawodnik w lidze. 21 kwietnia 2007 roku został najstarszym graczem w historii NHL, który zdobył bramkę w osłabieniu w meczu playoff. Jest też najstarszym aktywnym zawodnikiem na taflach NHL (trzeci wśród wszystkich graczy w historii).
22 maja 2007 roku Red Wings odpadli z rywalizacji o Puchar Stanleya, przegrywając z Anaheim Ducks. Po meczu Chelios zrezygnował ze ściskania dłoni zawodników drużyny przeciwnej, jak dyktuje tradycja. Podjechał tylko do ławki Ducks, gdzie uścisnął ręce trenerom. Spowodowało to lekkie zamieszanie w mediach i wśród fanów, lecz Chelios tłumaczył później, że był zbyt zdruzgotany porażką i po prostu nie był w stanie walczyć z emocjami na środku lodu.
12 czerwca Chelios przedłużył na jeszcze jeden rok swój kontrakt z Red Wings. Potrzebuje jeszcze wystąpić w dwóch meczach playoff, aby zostać liderem pod względem ilości rozegranych takich spotkań. Będzie to jego 24. sezon w NHL a 10. w barwach Wings.
6 sierpnia 2010 zawodnik poinformował o zakończeniu kariery zawodniczej. Jednocześnie pozostał zatrudniony w klubie Detroit Red Wings.

## Statystyki
Ogółem w swojej wieloletniej karierze Chelios wystąpił w 1651 meczach sezonu regularnego NHL, strzelając w nich 185 goli i zaliczając 948 asyst. W fazie play-off rozegrał 266 spotkań, a w nich uzyskał 31 bramek i 144 asyst.
| 1981-82    | Wisconsin Badgers     | WCHA       | 43   | 6   | 43  | 49  | 50   | —   | —  | —   | —   | —   |
| 1982-83    | Wisconsin Badgers     | WCHA       | 45   | 16  | 32  | 48  | 62   | —   | —  | —   | —   | —   |
| 1983-84    | Montreal Canadiens    | NHL        | 12   | 0   | 2   | 2   | 12   | 15  | 1  | 9   | 10  | 17  |
| 1984-85    | Montreal Canadiens    | NHL        | 74   | 9   | 55  | 64  | 87   | 9   | 2  | 8   | 10  | 17  |
| 1985-86    | Montreal Canadiens    | NHL        | 41   | 8   | 26  | 34  | 67   | 20  | 2  | 9   | 11  | 49  |
| 1986-87    | Montreal Canadiens    | NHL        | 71   | 11  | 33  | 44  | 124  | 17  | 4  | 9   | 13  | 38  |
| 1987-88    | Montreal Canadiens    | NHL        | 71   | 20  | 41  | 61  | 172  | 11  | 3  | 1   | 4   | 29  |
| 1988-89    | Montreal Canadiens    | NHL        | 80   | 15  | 58  | 73  | 185  | 21  | 4  | 15  | 19  | 28  |
| 1989-90    | Montreal Canadiens    | NHL        | 53   | 9   | 22  | 31  | 136  | 5   | 0  | 1   | 1   | 8   |
| 1990-91    | Chicago Blackhawks    | NHL        | 77   | 12  | 52  | 64  | 192  | 6   | 1  | 7   | 8   | 46  |
| 1991-92    | Chicago Blackhawks    | NHL        | 80   | 9   | 47  | 56  | 245  | 18  | 6  | 15  | 21  | 37  |
| 1992-93    | Chicago Blackhawks    | NHL        | 84   | 15  | 58  | 73  | 282  | 4   | 0  | 2   | 2   | 14  |
| 1993-94    | Chicago Blackhawks    | NHL        | 76   | 16  | 44  | 60  | 212  | 6   | 1  | 1   | 2   | 8   |
| 1994-95    | EHC Biel              | NLA        | 3    | 0   | 3   | 3   | 4    | —   | —  | —   | —   | —   |
| 1994-95    | Chicago Blackhawks    | NHL        | 48   | 5   | 33  | 38  | 72   | 16  | 4  | 7   | 11  | 12  |
| 1995-96    | Chicago Blackhawks    | NHL        | 81   | 14  | 58  | 72  | 140  | 9   | 0  | 3   | 3   | 8   |
| 1996-97    | Chicago Blackhawks    | NHL        | 72   | 10  | 38  | 48  | 112  | 6   | 0  | 1   | 1   | 8   |
| 1997-98    | Chicago Blackhawks    | NHL        | 81   | 3   | 39  | 42  | 151  | —   | —  | —   | —   | —   |
| 1998-99    | Chicago Blackhawks    | NHL        | 65   | 8   | 26  | 34  | 89   | —   | —  | —   | —   | —   |
| 1998-99    | Detroit Red Wings     | NHL        | 10   | 1   | 1   | 2   | 4    | 10  | 0  | 4   | 4   | 14  |
| 1999-00    | Detroit Red Wings     | NHL        | 81   | 3   | 31  | 34  | 103  | 9   | 0  | 1   | 1   | 8   |
| 2000-01    | Detroit Red Wings     | NHL        | 24   | 0   | 3   | 3   | 45   | 5   | 1  | 0   | 1   | 2   |
| 2001-02    | Detroit Red Wings     | NHL        | 79   | 6   | 33  | 39  | 126  | 23  | 1  | 13  | 14  | 44  |
| 2002-03    | Detroit Red Wings     | NHL        | 66   | 2   | 17  | 19  | 78   | 4   | 0  | 0   | 0   | 2   |
| 2003-04    | Detroit Red Wings     | NHL        | 69   | 2   | 19  | 21  | 61   | 8   | 0  | 1   | 1   | 4   |
| 2004-05    | Motor City Mechanics  | UHL        | 23   | 5   | 19  | 24  | 25   | —   | —  | —   | —   | —   |
| 2005-06    | Detroit Red Wings     | NHL        | 81   | 4   | 7   | 11  | 108  | 6   | 0  | 0   | 0   | 6   |
| 2006-07    | Detroit Red Wings     | NHL        | 71   | 0   | 11  | 11  | 34   | 18  | 1  | 6   | 7   | 12  |
| 2007–08    | Detroit Red Wings     | NHL        | 69   | 3   | 9   | 12  | 36   | 14  | 0  | 0   | 0   | 10  |
| 2008–09    | Detroit Red Wings     | NHL        | 28   | 0   | 0   | 0   | 18   | 6   | 0  | 0   | 0   | 2   |
| 2008–09    | Grand Rapids Griffins | AHL        | 2    | 0   | 1   | 1   | 2    | —   | —  | —   | —   | —   |
| 2009–10    | Chicago Wolves        | AHL        | 46   | 5   | 17  | 22  | 24   | 14  | 0  | 0   | 0   | 12  |
| 2009–10    | Atlanta Thrashers     | NHL        | 7    | 0   | 0   | 0   | 0    | —   | —  | —   | —   | —   |
| NHL Ogółem | NHL Ogółem            | NHL Ogółem | 1651 | 185 | 763 | 948 | 2891 | 266 | 31 | 113 | 144 | 423 |

## Sukcesy i osiągnięcia
Chelios był do 2010 najstarszym grającym zawodnikiem w lidze i wśród aktywnych graczy rozegrał najwięcej spotkań w NHL. Przewodził też pod względem minut spźdzonych na ławce kar. 24 listopada 2006 wystąpił w swoim 1496. meczu w NHL wyprzedzając Phila Housleya na pierwszym miejscu listy liczby rozegranych spotkań przez hokeistów amerykańskich. W ostatnim sezonie wystąpił w swoich 22. playoffach, co jest rekordem ligi.
Reprezentacyjne
- Zimowe Igrzyska Olimpijskie 2002 z reprezentacją USA
- Mistrzostwa Świata 1996 z reprezentacją USA

Klubowe
- Mistrzostwo NCAA (WCHA): 1982, 1983
- Puchar Stanleya (3 razy): 1986 z Montreal Canadiens, 2002 z Detroit Red Wings, 2008 z Detroit Red Wings

Indywidualne
- James Norris Memorial Trophy - najlepszy obrońca w sezonie NHL: 1989, 1993, 1996
- NHL Plus/Minus Award 2002
- NHL All-Star Game: 1989, 1993, 1995, 1996, 2002
- Puchar Świata w Hokeju na Lodzie 1996:
  - Skład gwiazd turnieju
- Hokej na lodzie na Zimowych Igrzyskach Olimpijskich 2002:
  - Pierwsze miejsce w klasyfikacji +/- turnieju: +9 (ex aequo) z Aleksiejem Kowalowem i Joe Sakicem
  - Skład gwiazd turnieju
  - Najlepszy obrońca turnieju
- NHL (200/2007):
  - Mark Messier Leadership Award

Wyróżnienia
- Hockey Hall of Fame: 2013[2]
- Galeria Sławy IIHF: 2018[3][4]

## Inna działalność
W 1994 roku wystąpił w filmie Potężne Kaczory 2.
Chris Chelios jest też właścicielem dwóch barów/restauracji w Dearborn (otwarta w 2003 roku) i Detroit (2006). Nazywają się one Cheli's Chilli Bar I i II. Wcześniej prowadził taką restaurację w Chicago, lecz zamknął ją przy przeprowadzce do Detroit.
2 stycznia 2007 roku dwóch pracowników restauracji zostało zaatakowanych nożem, w wyniku czego ponieśli śmierć. 49-letnia Megan Soroka była menadżerem restauracji a 52-letni Mark Bernard zmywał tam naczynia. Policja zatrzymała 17-letniego Justina Blackshere'a, który miał przyznać się do popełnienia przestępstwa. Pracował on również w tej samej restauracji, lecz został zwolniony w listopadzie 2007 roku. W związku z tą tragedią Chelios przerwał swoją grę w NHL aby pomóc rodzinom ofiar i powiedział, że wróci do gry, kiedy będzie czuł, że on i rodziny są już gotowe. Chelios wrócił na lód 9 stycznia.